# Internet Explorer
Internet Explorer (prescurtat MSIE, dar cunoscut pe larg ca IE), este un browser web produs și dezvoltat de Microsoft, fiind unul dintre cele mai populare browsere din lume, livrat odată cu sistemul de operare Windows pe PC sau telefoane inteligente. Internet Explorer a fost sau este disponibil pentru Windows, Windows Mobile și Windows Phone, Mac, Linux și UNIX. Acesta este al treilea cel mai popular browser din lume, conform datelor W3Schools , cu o cotă de piață de 12.0 % în iunie 2013. Istoria Internet Explorer începe în anul 1995, an în care Windows 95 este lansat. Până în prezent, Internet Explorer a fost dezvoltat în 11 versiuni majore, acestea fiind adică 1.0 (1995), 2.0 (1995), 3.0 (1996), 4.0 (1997), 5.0 (1999), 6.0 (2001), 7.0 (2006), 8.0 (2009), 9.0 (2011), 10 (2012) si 11 (2013) precum și mai multe versiuni pentru platforma Windows Mobile și Windows Phone. Internet Explorer a fost criticat de mai multe ori pentru lacunele sale în materie de securitate și performanță. Internet Explorer era pe punctul de a nu fi inclus în Windows 7 și Windows Server 2008 R2 în versiunile acestor sisteme de operare din Europa, dar Microsoft l-a inclus totuși la lansarea acestor sisteme în pachetul de programe cu care vin preinstalate, incluzând însă și un ecran de alegere a browserului ce dă posibilitatea utilizatorilor să aleagă din mai multe browsere (printre care și IE). De asemenea, browserul poate fi dezinstalat din cele mai noi versiuni ale sistemelor de operare Microsoft, spre deosebire de Windows XP, unde acest lucru era imposibil.

## Internet Explorer
Internet Explorer 1 a fost lansat pe 16 august 1995. A fost o versiune revizuită a lui Spyglass Mosaic, pe care Microsoft a licențiat-o, la fel ca multe alte companii care au început dezvoltarea de browsere web, de la Spyglass Inc. Venea cu lansarea OEM pentru Windows 95 a Microsoft Plus!. A fost instalat ca parte a pachetului Internet jumpstart Kit în Plus!. Echipa Internet Explorer a început să lucreze cu mai puțin de 12 oameni la dezvoltarea lui Internet Explorer. Internet Exploer 1.5 a fost lansat cu câteva luni mai târziu pentru Windows NT. De asemenea, prin includerea gratuită în sistemul de operare al lui Microsoft, ei nu trebuiau să plătească nimic lui Spyglass Inc.

## Internet Explorer 2
Internet Explorer 2 a fost lansat pentru Windows 95, Windows NT 3.5 și Windows NT 4.0 pe 22 noiembrie 1995 (precedat de o versiune beta lansată în octombrie). Avea suport pentru SSL, cookies-uri, VRML, RSA și grupuri de știri pentru Internet. Versiunea 2 a fost de asemenea prima lansare pentru Windows 3.1 și Macintosh(PPC sau 68k), versiunea pentru Mac nefiind lansată până în ianuarie 1996 pentru PPC și aprilie pentru 68k. Versiunea 2.1 pentru Mac a fost lansată în august 1996, în timp ce sistemul de operare Windows primea versiunea 3.0. Versiunea 2 a fost inclusă în Windows 95 OSR 1 și Kitul de Start al Microsoft pentru Internet, la începutul lui 1996. Avea 12 limbi, incluzând engleza, însă numărul s-a extins la 24, 20 și 9 pentru Windows 95, Windows 3.1 și Mac respevtiv în aprilie 1996. Versiunea 2.0i a avut setul de caractere pe dublu-octeți.

## Internet Explorer 3
Internet Explorer 3 a fost lansat pe 13 august 1996 și avea toate șansele să devină mult mai popular decât predecesorii săi. A fost creat fără a mai folosi codul sursă Spyglass, însă era în continuare anunțată utilizarea acestui cod în documentația browserului. Internet Explorer 3 a fost primul browser major care avea suport pentru CSS, chiar dacă suportul era doar parțial. Era introdus de asemenea și suportul pentru controalele ActiveX, appleturi Java, multimedia inline și sistemul PICS pentru conținutul metadata. Versiunea 3 venea la pachet cu Internet Mail and News, NetMeeting și o versiune veche a Windows Address Book și a fost inclus cu sistemul de operare Windows 95 OSR 2. Versiunea 3 a browserului a devenit cea mai populară versiune de până atunci. În lunile care au urmat de la lansarea sa, au fost găsite vulnerabilități de securitate și intimitate de către dezvoltatori și hackeri. Această versiune a Internet Explorer a fost prima versiune care utiliza logoul cu litera albastră ,,e". Echipa de dezvoltare a lui Internet Explorer 3 era formată din aproximativ 100 de oameni care au lucrat la browser aproape 3 luni. Prima gaură de securitate majoră a lui Internet Explorer 3,Princeton Word Macro Virus Loophole, a fost descoperită pe 22 august 1996. De asemenea, cei care făceau upgrade la Internet Explorer 3 și au utilizat o altă versiune a lui Internet Explorer înainte, o puteau folosi în continuare și pe cea veche, deoarece era instalată într-un director separat.

### Versiuni
| Versiune majoră | Versiune minoră | Data lansării  | Schimbări importante                                                 | Adus cu          |
| --------------- | --------------- | -------------- | -------------------------------------------------------------------- | ---------------- |
| Versiunea 3     | 3.0 Alpha 1     | martie 1996    | Suport pentru tabele HTML, rame(în engleză: frame) și alte elemente. |                  |
| Versiunea 3     | 3.0 Alpha 2     | mai 1996       | Suport pentru VBScript și JScript.                                   |                  |
| Versiunea 3     | 3.0 Beta 2      | iulie 1996     | Suport pentru CSS și Java.                                           |                  |
| Versiunea 3     | 3.0             | 13 august 1996 | Lansarea finală                                                      | Windows 95 OSR 2 |
| Versiunea 3     | 3.01            | octombrie 1996 | Lansarea cu fixările problemelor.                                    | Mac OS 8.1       |
| Versiunea 3     | 3.02            | 20 martie 1997 | Lansarea cu fixările problemelor.                                    |                  |

Versiunea 3.02a a fost ultima versiune de IE3 pentru Windows 3.1 și 3.01 pentru Mac OS înainte de Internet Explorer 4.0.

## Internet Explorer 4
Internet Explorer 4, lansat în septembrie 1997 depindea de nivelul interacțiunii dintre browser și sistemul de operare. Instalând versiunea 4 pe un computer cu Windows 95 sau Windows NT 4 și alegând Windows Desktop Update avea ca rezultat înlocuirea tradiționalului Windows Explorer cu o versiune mult mai apropiată de interfața unui browser web, la fel cum și spațiul de lucru devenea mult mai apropiat de Internet, prin utilizarea Active Desktop. Integrarea cu Windows a dat naștere a numeroase critici (a se vedea Statele Unite ale Americii vs. Microsoft). Internet Explorer 4 a introdus suport pentru Group Policy, permițând companiilor să configureze sau să deblocheze multe aspecte ale configurării browserului, cum ar fi suportul pentru navigarea deconectat. Internet Mail and News a fost înlocuit cu Outlook Express, iar Microsoft Chat și o versiune îmbunătățită a NetMeeting au fost incluse. Această versiune a fost de asemenea inclusă cu Windows 98. Internet Explorer 4.5 oferea noi funcții, precum o criptare mai ușoară a datelor pe 128-biți. Versiunea a oferit și o excelentă stabilitate față de precedentele versiuni.

### Cerințe de sistem
Internet Explorer 4.0 avea suport pentru Windows 3.1, Windows 95, Windows 98, Windows NT 3.x și Windows NT 4.0 (Service Pack 3 sau mai mult). Version 4.0 a fost inclusă în prima versiune a lui Windows 98, în timp ce a doua ediție includea IE5. De altfel, toate lansările majore de sisteme de operare au suportat IE5 (sau mai mult). Internet Explorer 4 suporta de asemenea HP-UX, Solaris sau Mac OS. IE4 suporta Macuri pe 68k.

#### PC
Pentru PC, inițial era nevoie de:
- Windows 95 sau mai mult
- 16Mo din RAM
- 11Mo din spațiul de pe hard-disk (pentru o instalare minimală)

#### Mac
Cerințe de sistem pentru primul IE 4.0 pentru Mac:
- Macintosh cu 68030 sau procesor mai mare
- sistem 7.1 sau mai mare
- 8 MO din RAM cu memoria virtuală pornită (recomandat 12Mo)
- 12 MO spațiu liber pe hard-disk pentru IE 4 și 8,5 spațiul liber pe hard-disk pentru Java VM
- Open Transport 1.1.1 sau mai mult sau MacTCP 2.0.6 or, Config PPP sau software de conexiune PPP similar (Control Panel) cu PPP (extensie)

IE 4.5 nu suportă Macuri pe 68k.

### Versiuni
Pentru Mac OS:
- Versiunea 4.0 - 6 ianuarie 1998
- Versiunea 4.5 - 5 ianuarie 1999

| Versiune majoră | Versiune minoră | Data lansării     | Schimbări importante                        | Adus cu            |
| --------------- | --------------- | ----------------- | ------------------------------------------- | ------------------ |
| Versiunea 4     | 4.0 Beta 1      | aprilie 1997      | Suport mai bun pentru CSS și Microsoft DOM. |                    |
| Versiunea 4     | 4.0 Beta 2      | iulie 1997        | Suport mai bun pentru HTML și CSS.          |                    |
| Versiunea 4     | 4.0             | septembrie 1997   | Suport mai bun pentru HTML și CSS.          | Windows 95 OSR 2.5 |
| Versiunea 4     | 4.01            | 18 noiembrie 1997 | Lansarea versiunii cu fixarea problemelor.  | Windows 98         |

Numărul versiunilor de Shdocvw.dll și alte note: (versiune majoră.versiune minoră.numărul construcției.sub-numărul construcției)
- 4.71.544 Internet Explorer 4.0 Pevizualizarea Platformei 1.0 (PP1)
- 4.71.1008.3 Internet Explorer 4.0 Previzualizarea Platformei 2.0 (PP2)
- 4.71.1712.6 Internet Explorer 4.0
- 4.72.2106.8 Internet Explorer 4.01
- 4.72.3110.8 Internet Explorer 4.01 Service Pack 1 (Windows 98)
- 4.72.3612.1713 Internet Explorer 4.01 Service Pack 2

## Internet Explorer 5
Internet Explorer 5, lansat pe 18 martie 1999 și inclus cu Windows 98 Second Edition și adus împreună cu Office 2000, a fost o altă lansare importantă, care suporta textul dreapta-stânga în loc de stânga-dreapta, caractere ruby, XML, XSLT și abilitatea de a salva paginile web în formatul MHTML.

### Versiuni
| Versiune majoră | Versiune minoră | Data lansării  | Schimbări importante                                                                                 | Adus cu                     |
| --------------- | --------------- | -------------- | --- | --------------------------- |
| Versiunea 5     | 5.0 Beta 1      | iunie 1998     | Suport pentru mai multe funcții CSS2.                                                                |                             |
| Versiunea 5     | 5.0 Beta 2      | noiembrie 1998 | Suport pentru formatul de text bi-direcțional, caractere ruby, mai multe proprietăți XML/XSL și CSS. |                             |
| Versiunea 5     | 5.0             | martie 1999    | Lansarea finală. Ultima versiune care suportă Windows 3.x și Windows NT 3.x.                         | Windows 98 SE               |
| Versiunea 5     | 5.01            | noiembrie 1999 | Lansare cu fixarea problemelor.                                                                      | Windows 2000                |
| Versiunea 5     | 5.5 Beta 1      | decembrie 1999 | Suport pentru mai multe proprietăți CSS. Schimbări minore pentru suportarea ramelor (frames).        |                             |
| Versiunea 5     | 5.5             | iulie 2000     | Lansarea finală. Ultima versiune care suportă Windows 95.                                            | Windows Me                  |
| Versiunea 5     | 5.6             | august 2000    | Versiune unică adusă cu Windows Whistler (XP) beta.                                                  | Windows Whistler build 2257 |

#### Extinderi
Numele versiunilor de Shdocvw.dll și alte note:
- 5.00.0518.5 Internet Explorer 5 Developer Preview (Beta 1)
- 5.00.0910.1308 Internet Explorer 5 Beta (Beta 2)
- 5.00.2014.213 Internet Explorer 5
- 5.00.2314.1000 Internet Explorer 5 (Office 2000)
- 5.00.2516.1900 Internet Explorer 5.01 (Windows 2000 Beta 3, build 5.00.2031)
- 5.00.2614.3500 Internet Explorer 5 (Windows 98 Second Edition)
- 5.00.2919.800 Internet Explorer 5.01 (Windows 2000 RC1, build 5.00.2072)
- 5.00.2919.3800 Internet Explorer 5.01 (Windows 2000 RC2, build 5.00.2128)
- 5.00.2919.6307 Internet Explorer 5.01 (Office 2000 SR-1)
- 5.00.2920.0000 Internet Explorer 5.01 (Windows 2000, build 5.00.2195)
- 5.00.3103.1000 Internet Explorer 5.01 SP1 (Windows 2000 SP1)
- 5.00.3105.0106 Internet Explorer 5.01 SP1 (Windows 95/98 and Windows NT 4.0)
- 5.00.3314.2100 Internet Explorer 5.01 SP2 (Windows 95/98 and Windows NT 4.0)
- 5.00.3315.2879 Internet Explorer 5.01 SP2 (Windows 2000 SP2)
- 5.00.3502.5400 Internet Explorer 5.01 SP3 (Windows 2000 SP3 only)
- 5.00.3700.1000 Internet Explorer 5.01 SP4 (Windows 2000 SP4 only)
- 5.50.3825.1300 Internet Explorer 5.5 Developer Preview (Beta)
- 5.50.4030.2400 Internet Explorer 5.5 & Internet Tools Beta
- 5.50.4134.0100 Internet Explorer 5.5 pentru Windows Me (4.90.3000)
- 5.50.4134.0600 Internet Explorer 5.5
- 5.50.4308.2900 Internet Explorer 5.5 Advanced Security Privacy Beta
- 5.50.4522.1800 Internet Explorer 5.5 Service Pack 1
- 5.50.4807.2300 Internet Explorer 5.5 Service Pack 2

## Internet Explorer 6
Internet Explorer 6 (cunoscut ca IE6) este a șasea versiune majoră de Internet Explorer, un browser web dezvoltat de Microsoft pentru sistemele de operare Windows.
Internet Explorer 6 a fost lansat la 27 august 2001, la puțin timp după terminarea lui Windows XP. Internet Explorer 6 este browserul prestabilit livrat cu Windows XP și Windows Server 2003 și făcut disponibil de asemenea pentru Windows 98, Windows ME și Windows 2000. IE6 SP1 este ultima versiune a lui Internet Explorer disponibilă pentru Windows 98, Windows ME și Windows 2000. Astăzi, IE6 este înlocuit de versiunile ulterioare ale browserului, însă Microsoft încă îl suportă în Windows 2000 SP4 și Windows XP SP3.
Este inclus în sistemul de operare Windows XP și nu poate fi dezinstalat. Nu mai poate fi considerat un browser modern. El nu oferă navigare cu file, are suport insuficient pentru standarde CSS și ECMA, etc. De asemenea, în Windows XP SP1 sau pe sistemele de operare mai vechi de Windows XP ne există un blocator de ferestre pop-up, ținând cont că alte browsere care pot rula pe Windows mai vechi, au un blocator de ferestre pop-up, acesta neîncetinind semnificativ sistemul.
Odată cu Windows Service Pack 2 au fost aduse anumite îmbunătăți de securitate, printre care o protecție opțională la controale ActiveX și un "pop-up blocker". Datorită integrării adânci cu Windows, și datorită opțiunilor reduse de customizare, rămâne mult mai nesigur ca browserele competiției, fiind ușor de înșelat de către atacatori.

### Cerințe de sistem
IE6 are nevoie de cel puțin:
- procesor 486/66 MHz
- Windows 98, Windows Me, Windows 2000
- monitor Super VGA (800 x 600) cu 256 de culori
- maus sau dispozitiv de pointing compatibil
- memorie RAM: 64 MO pentru Windows 98, 32 MO pentru Windows Me-Windows XP
- spațiu liber pe disc: 8.7 MO (Windows ME) - 12.7 MO (Windows NT cu SP6a)

### Platforme suportate
Internet Explorer 6.0 suportă Windows NT 4.0 (Service Pack 6a numai), Windows 98, Windows Me, Windows 2000, Windows XP sau Windows Server 2003. Service Pack 1 este suportat pe toate aceste versiuni, dar versiunea de Securitate 1 este acum parte a Windows XP SP 2 și Windows Server 2003 SP 1 și pachetele următoare pentru aceste versiuni. Versiunile după Windows XP, precum Windows Vista includ Internet Explorer 7, iar Windows 7 include internet Explorer 8.

### Critici
IE6 a fost criticat, de asemenea, pentru instabilitate. De exemplu, tot ce trebuie să faci pentru ca IE6 să se închidă neașteptat este să introduci următorul cod într-o pagină web:
```
<
script
>
for
 
(
x
 
in
 
document
.
write
)
 
{
 
document
.
write
(
x
);}
<
/script>

```

 sau 
```
<
STYLE
>
@;/*

```

De asemenea, IE6 are performanțe foarte scăzute în testele Acid.

## Internet Explorer 7
Inclus în sistemul de operare Windows Vista, și descărcabil de pe situl lui Microsoft, Internet Explorer 7 oferă utilizatorului un mediu de navigare cu o securitate sporită față de versiunile anterioare. Internet Explorer 7 include și un filtru împotriva siturilor de "phishing", filtru care are înregistrate peste 10.000 de certificate semnate digital care oferă toate informațiile despre siturile sigure. Suportul pentru standarde a fost și el îmbunătățit, dar este, în continuare, sub cel oferit de concurență.

### Istoric
În anul 2001, Microsoft a lansat Internet Explorer 6, ca o actualizare pentru Windows 98, Windows Me, Windows NT 4.0 și Windows 2000 și a inclus IE6 în sistemul de operare Windows XP. Odată cu lansarea IE6 Service Pack 1 în 2003, Microsoft a anunțat că actualizările viitoare la IE vor veni numai când se vor face actualizări noi la Windows, spunând că alte îmbunătățiri la IE vor necesita îmbunătățirea sistemelor de operare.
În 15 februarie 2005, la Conferința RSA din San Francisco, Bill Gates a anunțat că Microsoft plănuiește o versiune nouă de IE care va rula pe Windows XP. S-a anunțat de asemenea că actualizările de securitate sunt principalul motiv pentru care s-a luat această decizie.
Primul Beta pentru IE7 a fost lansat pe 27 iulie 2005, pentru teste tehnice, și o primă prezentare publică a browserului (Beta 2) s-a lansat pe 31 ianuarie 2006.
Ultima versiune publică a fost lansată pe 18 octombrie 2006. Interesant este faptul că în aceeași zi, dar prioritar lansării lui IE7, Yahoo! a dat o versiune pre-beta a lui Internet Explorer 7 particularizată cu Yahoo! Toolbar și alte elemente Yahoo! (Internet Explorer 7 optimized for Yahoo!).
La finalul lui 2007 Microsoft a anunțat că IE 7 nu va fi inclus ca parte a lui Windows XP SP3, IE6 fiind încă suportat.
În 8 octombrie 2007, Microsoft a renunțat la validarea copiei de Windows prin Windows Genuine Advantage la descărcarea IE7, făcându-l disponibil pentru toți utilizatorii de Windows. La un an după această decizie, apelurile pentru suport tehnic la Microsoft au scăzut cu 10-20%.
În 16 decembrie 2008, o breșă de securitate a fost găsită în IE7, care putea fi utilizată de atacatori pentru a fura parole personale. După o zi, o remediere a problemei a fost lansată pentru a rezolva problema. S-a estimat că au fost afectate 10.000 de saituri web.
| Versiune majoră | Versiune minoră           | Data lansării     | Schimbări importante | Adus cu              |
| --------------- | ------------------------- | ----------------- | --- | -------------------- |
| Versiunea 7     | 7.0 Beta 1                | 27 iulie 2005     | Suport pentru PNG alpha channel. Fixarea unor probleme CSS. Navigarea cu file.                                             | Windows Vista Beta 1 |
| Versiunea 7     | Previzualizare 7.0 Beta 2 | 31 ianuarie 2006  | Mai multe fixări ale problemelor CSS. Integrarea platformei RSS. Noul UI. File rapide (Quick Tabs).                        |                      |
| Versiunea 7     | 7.0 Beta 2                | 24 aprilie 2006   | Finalizarea funcțiilor. Mai multe fixări ale problemelor CSS. Fixări ale problemelor de compatibilitate ale aplicației.    |                      |
| Versiunea 7     | 7.0 Beta 3                | 29 iunie 2006     | S-a fixat majoritatea problemelor CSS.                                                                                     |                      |
| Versiunea 7     | 7.0 RC 1                  | 24 august 2006    | Îmbunătățiri în performanță, stabilitate, securitate, compatibilitatea aplicației și fixări și ajustări finale pentru CSS. |                      |
| Versiunea 7     | 7.0                       | 18 octombrie 2006 | Finalizare și lansare. | Windows Vista        |

### Cerințe de sistem
IE7 are nevoie de cel puțin:
- procesor de 233 MHz
- Windows XP SP2
- monitor Super VGA (800 x 600) cu 256 de culori
- maus sau alt dispozitiv de pointing
- memorie RAM: 64 MO pentru versiunea pe 32-biți a lui Windows XP/Server 2003, 128 MO pentru versiunea pe 64-biți Windows XP/Server 2003

## Internet Explorer 8
Windows Internet Explorer 8 (pe scurt IE8) este cel mai nou browser web creat de Microsoft din seria Internet Explorer. Browserul a fost lansat la 19 martie 2009 pentru Windows XP, Windows Server 2003, Windows Vista și Windows Server 2008. Ambele versiuni pe 32 și 64 de octeți sunt disponibile. Este succesorul lui Internet Explorer 7, lansat în 2006 și este browserul web prestabilit pentru Windows 7 și Windows Server 2008 R2, exceptând Europa. În Europa, Microsoft ar putea fi obligat de Comunitatea Europeană să livreze cele două sisteme de operare și cu alte browsere web instalate în paralel. Acelea ar putea fi Mozilla Firefox și Google Chrome. Estimările curente de utilizatori globali care utilizează IE8 sunt în jurul a 10-15%.
În conformitate cu Microsoft, securitatea, ușurința în utilizare, adăugirile în RSS, Cascading Style Sheets și suportul Ajax au fost prioritățile companiei pentru acest nou browser. Din August 2009, lui Internet Explorer 8 i s-a descoperit o portiță de vulnerabilitate care a fost raportată deja în 2007 pentru Internet Explorer 7 și care este caracterizată "deloc periculoasă" de Secunia.

### Istoric
Dezvoltarea lui Internet Explorer 8 a început în Martie 2006. În februarie 2008, Microsoft a lansat invitații private de încercare a lui IE8 Beta 1 și pe 5 martie 2008, Beta 1 a fost lansat pentru publicul larg, de asemenea cu o accentuare de participare către creatorii web. Versiunea a fost lansată cu un sait numit Windows Internet Explorer 8 Readiness Toolkit promovând hârtiile albe IE8, alte unelte software și alte funcții noi pentru legăturile de descărcare a ediției Beta. Rețeaua de Dezvoltatori Microsoft - Microsoft Developer Network (MSDN) a adăugat noi secțiuni care descriu tehnologia noului Internet Explorer. Au fost adăugate și două noi componente numite WebSlice (FelieWeb) și Activities (Activități).
Pe 27 august 2008, Microsoft a lansat IE8 Beta 2 disponibil pentru publicul larg. PC World a notat funcții noi ale noului Beta 2, ca modul InPrivate, izolarea filelor, codificarea pe culori și standarde modernizate în comparație cu Internet Explorer 7. Două nume au fost schimbate, Activities (Activități) devenind Accelerators (Acceleratoare) și IE7 Phishing filter (Filtrul Anti-phishing IE7) devenind Safety Filter (Filtrul de siguranță), în primul Beta către SmartScreen, ambele încununate cu tehnici criminale schimbate ca de obicei. Din august 2008 noua funcție numită modul InPrivate a intrat în lumina reflectoarelor.
Versiunea finală a fost lansată pe 19 martie 2009. Versiunea ce va urma să fie livrată cu Windows 7 este încă în dezvoltare în pararel cu sistemul de operare.

### Funcții
Internet Explorer 8 include multe funcții noi, incluzând WebSlices (FeliiWeb) și Accelerators(Acceleratoare).

#### Funcții adăugate

##### Sugestii Saituri
Această funcție este descrisă de Microsoft ca fiind o unealtă de sugerare a saiturilor web, care este realizată prin trimiterea informațiilor către Microsoft sub o conexiune sigură, care reține informația pentru un scurt timp. funcția Sugestii Saituri este dezactivată implicit și este dezactivată când navighezi în modul InPrivate sau când vizitezi SSL securizat, un intranet, adresa IP sau saiturile cu adrese IDN. Informațiile personale ca adresa IP trimise la Microsoft nu sunt păstrate de Microsoft, după spusele companiei.

##### Modul InPrivate
Un nou mod de securitate numit modul InPrivate a debutat în IE8 și este format din două mari funcții: InPrivate Browsing (Navigarea InPrivate) și InPrivate Filtering (Filtrarea InPrivate). La fel ca moduri de protecție similare din Safari, Firefox 3.5 și Google Chrome, InPrivate Browsing a fost descrisă ca un "mod porn" ("porn mode" în limba engleză) în mai multe publicații de știri. InformationWeek a menționat că este un "Mod de protecție procedeu secret". ("'Stealth' Privacy Mode").
InPrivate Browsing în Internet Explorer 8 ajută la prevenirea salvarii storicului browserului, fișiere temporare Internet, date din controale (căsuțe text, butoane etc.), cookie-uri și nume de utilizatori și parole, fără să lase vreo urmă în istoricul browserului. InPrivate Filtering aduce utilizatorilor un nivel sporit de control și alegeri despre informațiile pe care saiturile le pot folosi pentru a păcăli browserul. InPrivate Subscriptions îți permit să ajustezi posibilitatea lui InPrivate Blocking să se aboneze la o listă de saituri pe care să le blocheze sau să le permită.

##### Acceleratoare
Accelerator este o funcție a browserului care permit utilizatorului să invoce un serviciu online din altă pagină folosind numai mausul. Conform Microsoft, funcția ar trebui să dea acces utilizatorilor la servicii utilizabile de Accelerators (ca și postarea pe blog a comentariilor cu textul selectat sau vizualizarea unei hărți cu o locație geografică) fără a copia și lipi textul între paginile web. IE8 specifică o codificare bazată pe XML care permite unei aplicații web sau serviciu web să fie invocat ca un serviciu Accelerator. Executarea serviciului Accelerators este descris în fișierul XML. Au fost descoperite asemănări între Accelerators și controversatele Smart tags, funcție implementată în Internet Explorer 6 Beta, dar scoase după criticile asupra lor (implementate mai târziu în Microsoft Office).
Mai jos este un exemplu al utilizării unei hărți cu serviciul Accelerators în formatul OpenService:
```
<?xml version="1.0" encoding="UTF-8"?>

<openServiceDescription
 
xmlns=
"http://www.microsoft.com/schemas/openservicedescription/1.0"
>

  
<homepageUrl>
http://www.example.com
</homepageUrl>

  
<display>

    
<name>
Map
 
with
 
Example.com
</name>

    
<icon>
http://www.example.com/favicon.ico
</icon>

  
</display>

  
<activity
 
category=
"map"
>

    
<activityAction
 
context=
"selection"
>

      
<preview
 
action=
"http://www.example.com/geotager.html"
>

        
<parameter
 
name=
"b"
 
value=
"{selection}"
/>

        
<parameter
 
name=
"clean"
 
value=
"true"
/>

        
<parameter
 
name=
"w"
 
value=
"320"
/>

        
<parameter
 
name=
"h"
 
value=
"240"
/>

      
</preview>

      
<execute
 
action=
"http://www.example.com/default.html"
>

        
<parameter
 
name=
"where1"
 
value=
"{selection}"
 
type=
"text"
/>

      
</execute>

    
</activityAction>

  
</activity>

</openServiceDescription>

```

##### WebSlices
Web Slices sunt previzualizări ale întregii pagini web la care utilizatorul se poate abona. WebSlices vor fi actualizate și aduse la zi de browser automat și pot fi văzute direct din bara de Favorite, incluzând și graficile și vederile. Dezvoltatorii pot marca părți ale paginilor web ca WebSlices, folosind microformatele hAtom și hSlice. WebSlices au fost comparate cu Active Desktop, introdus în Internet Explorer 4 în 1997.
Microsoft a donat specificațiile domeniului public sub formatul Creative Commons Public Domain Dedication. A fost de asemenea pregătită de Microsoft Open Specification Promise.

##### Schimbările autocompletare
Bara de adrese prezintă îngroșarea adresei domeniului pentru securitate sporită, astfel că partea de bază a domeniului este scrisă cu negru, iar restul adresei cu gri. Evidențierea domeniului nu poate fi oprită de utilizatori sau de saiturile web. Alte funcții ale barei de adrese include suport pentru lipirea adreselor pe mai multe linii. Autocompletarea în linie a fost scoasă din Internet Explorer 8, în urma criticilor vehemente.

##### Unelte pentru dezvoltatori
Pentru dezvoltatori, IE8 include unelte care permit surselor HTML, CSS și JavaScript să fie corectate de erori direct din browser.

##### Bara de favorite
O altă funcție nouă din IE8 este Bara de favorite cu un design nou, care permit postarea de Web Slices, feed-uri (RSS) ca documentele, pe lângă legăturile către saiturile web.

##### Zoom
Făcând zoom pe toată pagina textul este rearanjat pentru a preveni apariția controalelor de derulare orizontale (scrollbar).

##### Recuperarea automată a filelor în caz de eroare
Dacă un site sau o extensie face ca o filă să se închidă neașteptat sau să aibă o eroare, atunci numai aceea filă va fi afectată. Browserul rămâne stabil și celelalte file rămân intacte, acest comportament fiind posibil datorită funcției de izolare în procese separate a filelor deschise în Internet Explorer 8.

##### Funcții scoase
- Autocompletarea în linie
- Posibilitatea de a șterge fișiere și setări păstrate de extensiile și controalele ActiveX; această acțiune e făcută automat
- Expresiile CSS nu sunt acceptate în Internet Explorer 8 Modul Standard
- Deschiderea dosarelor web (se va face prin apelarea instrumentelor de cartografie a driver-ului)

#### Interfața multilingvă cu utilizatorii (MUI)
vezi Internet Explorer#Suport de limbă

#### Controalele ActiveX per sait
Bara de Informare permite utilizatorului să permită unui control ActiveX să ruleze pe toate saiturile web sau doar pe saitul curent. Utilizatorii pot face foarte ușor modificări ale acestor setări, trecând prin fereastra Manage Add-ons. Pentru fiecare control ActiveX există o listă unde scrie pe ce sait îi este permis să ruleze.

#### Funcții eliminate
- Nu mai este posibilă tragerea și lăsarea paginilor web în alte aplicații.
- Legăturile paginilor web și imaginile nu mai pot fi plasate decât pe spațiul de lucru sau într-o altă fereastră Windows Explorer.
- Completarea în linie a barei de adrese.
- Opțiunea de a șterge fișiere și setări stocate de controlalele ActiveX; acest lucru este făcut automat.
- CSS Expression-urile nu mai sunt suportate în modul Internet Explorer 8 standards.
- Suportul pentru  a fost eliminat.
- Deschiderea de foldere web. Această acțiune trebuie făcută prin uneltele drive mapping.

### Cerințe de sistem
Pentru a funcționa, IE8 are nevoie de minim:
- procesor 233 MHz
- monitor Super VGA (800 x 600) cu 256 de culori
- maus sau aparat compatibil de pointing
- memorie RAM:
  - 64 MO pentru Windows XP/Server 2003 pe 32-biți
  - 128 MO pentru Windows XP/Server 2003 pe 64-biți
  - 512 MO pentru Windows Vista sau Server 2008 (32-biți și 64-biți)
- Serviciul Cryptographic pornit

### Suport de limbă
Suportul de limbă (localizarea) nu a fost disponibil complet la lansare. IE8 a fost lansat în 25 de limbi. Numărul a crescut la 63 pentru Vista pe 32-biți în iunie 2009.
În Windows XP și Vista, suportul pentru alte limbi poate veni preinstalat pe sistemul de operare sau poate fi obținut prin instalarea unei versiuni de Windows ce vine instalată cu unul din Pachetele de interfață multi-lingvă pentru sistemele de operare Windows sau instalarea unui Pachet de interfață lingvistică peste versiunea în limba engleză a sistemelor de operare Windows.
În Windows 7, există două modalități de obținere a versiunilor localizate: fie se instalează una din versiunile următoare de Windows 7 în limba dorită: Starter, Home Basic, Home Premium, Professional, urmând ca Internet Explorer să fie preinstalat în limba aleasă, fie se comută la o altă limbă de afișare în versiunile Ultimate și Enterprise, Internet Explorer fiind apoi afișat în limba la care s-a comutat.
De asemenea, Internet Explorer nu poate fi instalat într-o versiune localizată pe sistemele de operare Windows care nu sunt în aceea limbă. Excepție face versiunea în limba engleză a browserului, care poate fi instalată pe versiunile în orice limbă ale sistemului de operare Windows.
Astfel, Internet Explorer 8 nu poate fi instalat în limba română pe un sistem Windows XP în limba engleză decât după validarea copiei de Windows la Microsoft, descărcarea și instalarea Pachetului de interfață lingvistică pentru limba română pentru Windows XP. Altfel spus, utilizatorii de Windows care nu au o copie originală de Windows sunt limitați numai la versiunea în limba engleză a browserului Internet Explorer.

## Internet Explorer 9
Windows Internet Explorer 9 (abreviat ca IE9) este următoarea versiune a browserului IE. Versiunea publică beta a fost lansată la 15 septembrie 2010. Internet Explorer 9 nu este disponibil decât pentru sistemele de operare Windows Vista (cu Pachetul 2 de revizie), Windows Server 2008 R2, Windows Server 2008 SP2 cu Actualizarea Platformei și Windows 7. IE9 este incompatibil cu Windows XP. IE9 este ultima versiune de Internet Explorer disponibilă pentru sistemul de operare Windows Vista. Internet Explorer 10 va fi disponibil numai pentru Windows 7 și versiunile ulterioare. Arhitecturile pe 32 de biți și 64 de biți sunt ambele suportate.

### Disponibilitate
Microsoft a pus la dispoziție pentru descărcare o versiune preview a Internet Explorer 9, sub forma programului Internet Explorer Platform Preview 9. Acesta putea fi descărcat de pe site-ul Internet Explorer Test Drive. Acum, Internet Explorer 9 este disponibil spre descărcare pe site-ul Microsoft. De asemenea, Internet Explorer Platform Preview este disponibil pentru descărcare, dar ca versiunea 10. Internet Explorer 9 nu a mai adus o nouă versiune de shdocvw.dll, biblioteca de controale și obiecte document shell ce permite dezvoltatorilor să includă motorul de randare Internet Explorer în aplicația lor. Astfel, ultima versiune a acestei librării este 6.1.7601.17514.

### Îmbunătățiri
Interfața Internet Explorer 9 este mult mai simplă, caseta de căutare, precum și bara de comenzi fiind eliminate. Locul acestora a fost luat de bara multifuncțională, ce îndeplinește și rolul barei de adrese, și rolul barei de căutare, similar browserului Google Chrome. Bara de comanzi a fost restilizată, acum incluzând doar trei butoane: Acasă, Centrul de Favorite și Unelte.
IE9 suportă toate selectoarele CSS 3, performanță îmbunătățită JavaScript, profile de culoare embedded ICC v2 și v4 prin Windows Color System. De asemenea beneficiază și de grafice accelerate prin hardware folosind Direct2D, text accelerat prin hardware folosind DirectWrite, redare de conținut video accelerată prin hardware folosind media Foundation, suport pentru imagini folosind Windows Imaging Component și tipărire de calitate ultra-înaltă prin XPS print pipeline.
IE9 suportă de asemenea și facilitatea video oferită de HTML5 și taguri audio în formatul Web open Font Format. Unii experți în industrie au spus că Microsoft va lansa IE9 ca o versiune majoră ieșită din comun care nu este legată de o versiune anume de Windows.
Cerințele de sistem pentru IE9 sunt Windows 7 sau Windows Vista SP2 (cu Platform Update și IE8); Windows XP nu este acceptat. Sunt disponibile versiuni și pentru sistemele pe 32-biți și pentru cele pe 64-biți. Înainte de trecerea în beta, IE9 fost disponibilă versiunea Internet Explorer 9 Platform Preview.

### Funcții eliminate
O caracteristică notabilă ce a fost eliminată din motive necunoscute este posibilitatea de a vedea caseta Despre Internet Explorer atunci când computerul nu este conectat la Internet. Motivul acestei modificări este necunoscut. De asemenea, au mai fost eliminate:
- Caseta de căutare
- Bara de progres și alte elemente de pe bara de stare cu excepția butonului de Zoom
- "Quick Tabs" (Ctrl+Q) sunt dezactivate în mod implicit
- Butonul de meniu Listă file (Ctrl+Shift+Q)[necesită citare]
- Scrisul din bara de titlu (titlu pagină - Windows Internet Explorer în versiunile precedente
- Pictograme mari în bara de comenzi[necesită citare]
- Posibilitatea de a dezactiva ClearType numai pentru Internet Explorer[necesită citare]
- Suport pentru tranziția paginii cu DirectX[5]
- Posibilitatea de a vizualiza caseta Despre Internet Explorer atunci când computerul nu este conectat la Internet

### Istoricul funcțiilor adăugate odată cu noile verisiuni lansate
| Nume                                                        | Construcția (Build) | Data lansării | Punctaj în testul Acid3 | Funcții noi, notabile |
| ----------------------------------------------------------- | ------------------- | ------------- | ----------------------- | --- |
| Internet Explorer 9 Platform Preview 1                      | 1.9.7745.6019       | 2010-03-16    | 55/100                  | Suport pentru CSS3 și SVG și un nou motor JavaScript numit Chakra. |
| Internet Explorer 9 Platform Preview 2                      | 1.9.7766.6000       | 2010-05-05    | 68/100                  | Performanță JavaScript îmbunătățită. |
| Internet Explorer 9 Platform Preview 3                      | 1.9.7874.6000       | 2010-06-23    | 83/100                  | HTML5 audio, video, and canvas tags, and WOFF. |
| Internet Explorer 9 Platform Preview 4                      | 1.9.7916.6000       | 2010-08-04    | 95/100                  | Motorul JavaScript a fost integrat în nucleul de componente ale browserului. |
| Internet Explorer 9 Platform Preview 5                      | 1.9.7930.16406      | 2010-09-15    | 95/100                  | Noua pictogramă. |
| Internet Explorer 9 Beta                                    | 9.0.7930.16406      | 2010-09-15    | 95/100                  | Noua interfață de utilizator. |
| Internet Explorer 9 Platform Preview 6                      | 1.9.8006.6000       | 2010-10-28    | 95/100                  | Transformarea CSS3 2D și tagurile semantice HTML5. |
| Internet Explorer 9 Platform Preview 7                      | 1.9.8023.6000       | 2010-11-17    | 95/100                  | Performanță JavaScript îmbunătățită. |
| Internet Explorer 9 Platform Preview 8                      | 1.9.8080.16413      | 2011-02-10    | 95/100                  | Îmbunătățiri la capitolul performanță, interoperabilitate și suport pentru W3C Geolocation API. |
| Internet Explorer 9 Candidat la lansare (Release Candidate) | 9.0.8080.16413      | 2011-02-10    | 95/100                  | Performanță îmbunătățită, Filtrarea InPrivate este redenumită în Tracking Protection, interfață utilizator redesenată, suport pentru și mai multe standarde web, opțiunea de a adăuga un nou șir de file și alte îmbunătățiri. |
| Internet Explorer 9                                         | 9.0.8112.16421      | 2011-03-14    | 95/100                  | Performanță îmbunătățită, Tracking Protection este îmbunătățit, și opțiunea de a fixa mai multe ținte pe pagină. |

## Internet Explorer 10
Windows Internet Explorer 10 (abreviat ca IE10) este următoarea versiune de Internet Explorer. Pe 12 aprilie 2011, Microsoft a lansat primul Platform preview pentru IE10. Acesta, precum și versiunile ulterioare rulează numai pe Windows 7 sau versiuni ulterioare de Windows. Versiunea 10 îmbunătățește funcționalitatea IE9 pentru CSS3 și accelerare hardware. Se consideră că versiunea a fost lansată la numai 4 săptămâni după IE9 în contextul noilor bătălii date în Războiul browserelor.
Internet Explorer 10 a fost prima dată prezentat pe 12 aprilie 2011, la Conferința MIX 11 din Las Vegas. În cadrul acestei conferințe, Microsoft a prezentat o versiune de încercare a IE10, împreună cu o versiune de încercare pentru Windows 8. În aceeași zi, Internet Explorer Platform Preview 10 era lansat pe site-ul Internet Explorer Test Drive. Microsoft a anunțat la aceeași conferință că va opri disponibilitatea pentru Windows Vista, la fel cum a procedat și pentru Windows XP la lansarea versiunii IE9.
El a fost apoi lansat in varianta sa finala pe 26 octombrie 2012 pentru Windows 7, si este browserul implicit pentru Windows 8 si Windows Server 2012.

## Internet Explorer 11
Internet Explorer este prezent in Windows 8.1, fiind lansat in 17 Octombrie 2013, si este varianta finala a Internet Explorer.

## Internet Explorer Platform Preview
Internet Explorer Platform Preview reprezintă modul în care Microsoft prezintă dezvoltatorilor și testărilor din întreaga lume funcțiile versiunii de Internet Explorer aflată în dezvoltare, înainte de lansarea acesteia. Internet Explorer Platform Preview este un program ce include stadiul de dezvoltare al motorului de randare al IE, neavând însă interfața și unele din funcțiile aflate în dezvoltare. IEPP se află în prezent la versiunea 2.10.2, ce prezintă funcțiile noii versiuni a IE10.

## Internet Explorer Mobile
Internet Explorer Mobile (fosul Pocket Internet Explorer; abreviat de obicei prin IE Mobile) este un browser mobil dezvoltat de Microsoft, bazat pe diferite versiuni ale motorului de randare Trident. IE Mobile vine preinstalat pe Windows Phone și Windows CE.
Versiunea actuală a IE Mobile este bazată pe versiunea pentru computere a IE. Totuși, versiunile mai vechi, denumite Pocket Internet Explorer nu erau bazate pe același motor de randare.

## Internet Explorer-uri pentru Linux
IEs4Linux este un script gratuit și open source script ce permite utilizatorilor să ruleze Internet Explorer (IE) în emulatorul Wine (de obicei într-o configurație Linux). Este posibilă instalarea următoarelor versiuni de IE:Internet Explorer 5, Internet Explorer 5.5 și Internet Explorer 6; împreună cu suport parțial pentru Internet Explorer 7 (motorul acestuia de randare este încărcat într-o fereastră de Internet Explorer 6; modul acesta funcționează destul de bine pentru demonstrarea afișării unei pagini în IE7).
Aplicația este orientată către dezvoltatorii web; aceasta permite dezvoltatorilor care folosesc sisteme de operare bazate pe Linux să-și vadă paginile la care lucrează în același fel cum arată pe Windows. O postare pe blogul aplicației din 5 ianuarie 2011 anunța că dezvoltatorii au început lucrul pentru portarea lui IE9 pe Linux, după 3 ani în care proiectul a fost inactiv.

## Sfarsitul activitatii
Pe 21 ianuarie 2015, Microsoft Edge a inlocuit Internet Explorer drept browserul implicit pe Windows 10. Pe 15 Iunie 2022, versiunea desktop de Internet Explorer a fost marcata ca retrasa. 

## Popularitate

Popularitatea browserelor Web

În 1996, browserul Netscape Navigator avea 86% dominație pe piața browserelor web. Alte 10% erau deținute de Microsoft. Deoarece majoritatea oamenilor aveau ca sistem de operare Microsoft Windows, Microsoft a decis ca o dată ce este cumpărat sistemul de operare, acesta să vină deja echipat cu Internet Explorer. Netscape Navigator a început să scadă în popularitate, deoarece oamenii, cumpărând Windows, primeau și o versiune gratuită a lui Internet Explorer. În 2009, Internet Explorer era unul dintre cele mai folosite browsere web, având 65,5% din utilizatorii Internetului.